# Ernest Miller
Ernest Miller (født 14. januar 1964) er en amerikansk fribryder, der er kendt fra bl.a. WCW og WWE. 

## Biografi

### World Championship Wrestling
Ernest Miller debuterede i WCW, som en del af Blood Runs Cold historien. Her dannede han et tag team med Glacier, og fejdede mod de gotiske, Mortis og Wrath. Ernest wrestlede senere alene som The Cat, og fik Sonny Onoo som manager. Hans nye gimmick vidste Ernest Miller som en kæmpe James Brown fan. Han dansede til James Brown musik efter alle sine kampe, og et kendetegn var bl.a. at mange af hans manøvre bestod i dansende bevægelser før udførelse. Ved WCW Superbrawl 2000 mødte Ernest Miller sit store idol, da James Brown dukkede op. Da Vince Russo og Eric Bischoff kom til magten, opnåede Ernest Miller sin største succes nogensinde. Efter en kort fejde med Bam Bam Bigelow, gav Vince Russo ham magten til at være direktør over WCW. Dette fortrød Russo dog hurtigt, da Miller skred fra New Blood, og i stedet gik imod dem, og gjorde livet surt for medlemmerne. Miller blev i denne periode enormt populær blandt fans, selvom han sjældent wrestlede store kampe. I stedet var han altid på de "godes" side, såsom Sting og Booker T. Ernest Miller mistede dog sin magt i en fejde med Mike Sanders. Herefter blev han wrestler igen, og fejdede med folk som bl.a. Lance Storm og Chris Kanyon. 

### World Wrestling Entertainment
Da WCW blev opkøbt af WWE, var Ernest Miller en af de folk der blev tilbudt en kontrakt. Der gik dog meget lang tid før han blev set på TV. Hans første rolle i WWE, var godt og vel 18 måneder efter WCW lukkede, da han begyndte at være medkommentator på WWE Velocity. I slutningen af 2003 begyndte han endelig at wrestle igen, det blev dog meget kortvarigt da bestyrelsen i WWE løb tør for ideer, og fyrede ham i starten af 2004. Miller nåede at optræde på det årlige Royal Rumble i 2004. Her blev han elimineret efter knapt 30 sekunders deltagelse.

### Privat
Ernest Miller er en dygtig kampsports atlet, og har bl.a. trænet Raymond Usher og Mike Tyson. Han er også en god ven af Eric Bischoff, som fik ham ind i WCW.